# Alain Turicchia
Alain Turicchia (Faenza, província de Ravenna, 4 de setembre de 1975) va ser un ciclista italià, que fou professional entre 1997 i 2001.

## Palmarès
- 2000
  - Vencedor d'una etapa a la Volta a Castella i Lleó

### Resultats al Tour de França
- 1998. 74è de la classificació general

### Resultats al Giro d'Itàlia
- 1999. 97è de la classificació general

### Resultats a la Volta a Espanya
- 1999. Abandona